# Renzo Vespignani
Renzo Vespignani, all'anagrafe Lorenzo Vespignani (Roma, 19 febbraio 1924 – Roma, 26 aprile 2001), è stato un pittore, illustratore, scenografo e incisore italiano.

## Biografia
Nacque a Roma il 19 febbraio 1924 da Guido Vespignani ed Ester Molinari, bisnipote di Virginio Vespignani, famoso architetto. Dopo la morte del padre, stimato chirurgo e cardiologo, dovette, giovanissimo, trasferirsi con la madre nella zona proletaria di Portonaccio, adiacente al quartiere San Lorenzo, dove crebbe.
Qui, durante il periodo di occupazione nazista della Capitale, alla macchia come tanti suoi coetanei, cominciò a disegnare, cercando di rappresentare la realtà crudele, sporca e patetica attorno a lui: lo squallore del paesaggio urbano di periferia, le rovine e le macerie causate dai bombardamenti, il dramma degli emarginati e la povertà del quotidiano.
La sua arte non si limitò alla sola esperienza pittorica, fu illustratore di moltissimi capolavori. 
Importante anche la sua attività di scenografo: lavoro' per “I giorni contati” e “L'assassino” di Elio Petri, “Maratona di danza” e “Le Bassaridi” di Hans Werner Henze, “I sette peccati capitali” e “La madre” di Bertolt Brecht, “Jenufa” di Leoš Janáček.
Come incisore produsse più di quattrocento titoli in acquaforte, vernice molle e litografia.

### Carriera

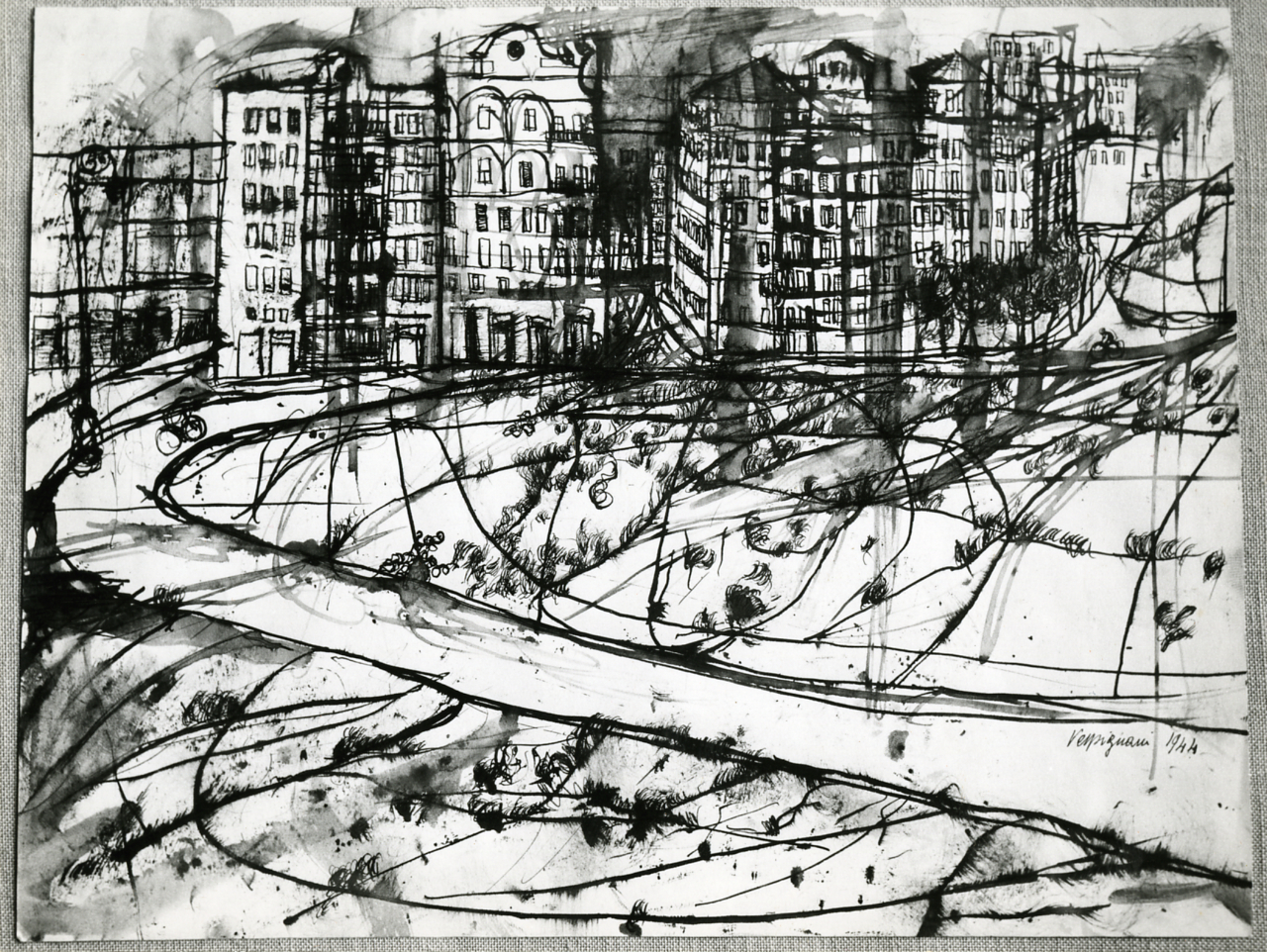
Disegno del 1944 in una foto di Paolo Monti del 1970. Fondo Paolo Monti, BEIC

Iniziò a dipingere durante l'occupazione nazista, nascosto presso l'incisore Lino Bianchi Barriviera, suo primo maestro. Altri importanti punti di riferimento, che influirono sui suoi esordi artistici, furono Alberto Ziveri e Luigi Bartolini mentre, soprattutto nei suoi primi quadri, sembra evidente l'influsso di espressionisti come George Grosz e Otto Dix. Nel 1945 espone la sua prima personale e comincia a collaborare a varie riviste politico-letterarie (Domenica, Folla, Mercurio, La Fiera Letteraria) con scritti, illustrazioni e disegni satirici.
Il suo lavoro, tra il '44 e il '48, descrive il tentativo di resurrezione di un'Italia distrutta dalla guerra. Nel 1956 fonda, con altri intellettuali, la rivista Città aperta, incentrata sui problemi della cultura urbana.
Nel 1961 è fra i vincitori del Premio Spoleto; agli artisti prescelti fu dedicato un saggio corredato dalla riproduzione in grande formato (bianco e nero e quadricromie) delle opere esposte. Nel 1963 una sua opera viene esposta alla mostra Contemporary Italian Paintings, allestita in alcune città australiane. Nel 1963-64 espone alla mostra Peintures italiennes d'aujourd'hui, organizzata in medio oriente e in nordafrica.
Tra gli artisti a lui vicini si ricordano Giuseppe Zigaina (e la cosiddetta Scuola di Portonaccio) e, dopo il '63, quelli del gruppo denominato Il pro e il contro, da lui fondato insieme a Ugo Attardi, Fernando Farulli, Ennio Calabria, Piero Guccione e Alberto Gianquinto.
Dal 1969, Vespignani lavora a grandi cicli pittorici dedicati alla crisi della società del benessere: Imbarco per Citera (1969), riguardante il ceto intellettuale coinvolto nel '68; Album di Famiglia (1971), uno sguardo polemico sulla sua personale quotidianità; Tra due guerre (1973-1975) un'analisi inflessibile sul perbenismo e l'autoritarismo piccolo-borghese in Italia; Come mosche nel miele (1984) dedicato a Pier Paolo Pasolini. Nel 1983 viene incaricato di dipingere il drappellone di agosto del Palio di Siena, vinto dalla Imperiale Contrada della Giraffa. Nel 1991 espone a Roma 124 opere, tra le quali il ciclo Manatthan Transfert, una critica all'insostenibile delirio esistenziale dell'American way of life.
Strettissimo il suo rapporto con la letteratura. Vespignani illustra il Decameron del Boccaccio, poesie e prose del Leopardi, le Opere Complete di Majakowskij, i Quattro Quartetti di Eliot, i Racconti di Kafka, i Sonetti del Belli, le Poesie del Porta, il Testamento di Villon e La Question di Alleg.
Nel 1999 viene eletto Presidente dell'Accademia Nazionale di San Luca e nominato Grand'ufficiale dell'Ordine al merito della Repubblica Italiana.

## Mostre personali
- 1945 Roma, Galleria "La Margherita".
- 1946 Roma, Galleria "L'Obelisco".
- 1947 Milano, Galleria "Il Naviglio".
- 1949 Torino, Galleria "La Bussola".
- 1953 Londra, sede del British Council
- 1955 Boston, "Museum of Fine Arts".
- 1957 Monaco di Baviera, "Haus der Kunst".
- 1958 Los Angeles, Galleria "Landau Gallery".
- 1964 Roma, Galleria "Il Fante di Spade".
- 1965 Roma, Galleria "Il Torcoliere". Mostra di grafiche.
- 1966 Milano, Galleria "Bergamini".
- 1967 Roma, Galleria "Il Fante di Spade".
- 1969 Ferrara, Palazzo dei Diamanti. Espone il ciclo "Imbarco per Citera"
- 1975 Bologna, Galleria D'Arte Moderna. Mostra del ciclo "Tra due guerre", a cura di Franco Solmi.
- 1979 Toronto, Galleria "Madison". Presentazione di James Purdy.
- 1982 Roma, Castel Sant'Angelo, antologica.
- 1984 Roma, Accademia di Francia di Villa Medici, "Come mosche nel miele" in omaggio a Pasolini. In catalogo testi d Jean Marie Drot, Laura Betti, Lorenza Trucchi, Pier Paolo Pasolini, Renzo Vespignani.
- 1986 Praga, Galleria Nazionale. Espone il ciclo "Tra due guerre".
- 1990 Roma, Palazzo delle Esposizioni. Antologica
- 1999 Cagliari, ExMa, Centro comunale d'arte e cultura.

## Mostre post mortem
- 2011 Cagliari, Spazio Espositivo 2+1, Sovrapposizioni Renzo Vespignani_Angelo Liberati (in occasione del decennale dalla morte).
- 2011 Roma Galleria Edarcom Europa (in occasione del decennale dalla morte).
- 2012 Villa Torlonia Casino dei Principi (in occasione del decennale dalla morte).

## Opere nei musei
- Collezione Regionale d'arte moderna e contemporanea della Valle d'Aosta presso il castello Gamba a Cret de Breil di Châtillon con l'opera: Madonnaro (1962)
- Galleria degli Uffizi di Firenze con l'opera in deposito Autoritratto e con il disegno Autoritratto (Gabinetto Disegni e Stampe degli Uffizi).
- Galleria Civica del Premio Suzzara di Suzzara con le opere: Terezin (1982) e West Broadway (1988).
- MAGA museo d'arte moderna e contemporanea di Gallarate con l'opera: Rottame (1966).
- Museo Civico il Correggio di Correggio
- Museo Carandente, Palazzo Collicola - Arti visive di Spoleto
- Museo d'arte di Avellino con l'opera: Marta (1982).
- Museo d'arte di Palazzo de'Mayo di Chieti
- Museo d'arte Costantino Barbella di Chieti
- Museo della Contrada Imperiale della Giraffa di Siena con un drappellone o palio.
- Museo della Fondazione "Tito Balestra" di Longiano
- Museo della Scuola Romana in Villa Torlonia di Roma
- Museo civico di Sulmona
- Museo Palazzo Ricci, Macerata
- MIG. Museo Internazionale della Grafica, Castronuovo Sant'Andrea (PZ)